# Казуров, Владимир Сергеевич
Владимир Сергеевич Казуров (14 августа 1923, дер. Кувшиновка, Пензенская губерния — 16 апреля 1945) — командир взвода 410-й отдельной разведывательной роты, сержант — на момент представления к награждению орденом Славы 1-й степени.

## Биография
Родился 14 августа 1923 года в деревне Кувшиновка. Окончил 9 классов. Трудился в колхозе.
В ноябре 1941 года был призван в Красную Армию, но на фронт попал не сразу. В декабре 1942 года с маршевой ротой красноармеец Казуров прибыл 340-ю стрелковую дивизию, которая стояла в обороне под Воронежем. Был зачислили в 410-ю отдельную разведывательную роту, в которой прошел всю войну.
Вскоре войска Воронежского фронта перешли в наступление. Дивизия в ходе зимних и весенних боев продвинулась далеко на запад и вышла на подступы к городу Сумы. Здесь при отражении вражеской контратаки Казуров был тяжело ранен. Из госпиталя он выписался только осенью, свою дивизию догнал на Днепре и сразу же включился в боевую работу. Был назначен командиром отделения разведки. За храбрость при форсировании Днепра и участие в штурме Киева заслужил свою первую боевую награду — медаль «За отвагу».
В боях по освобождению Правобережной Украины Казуров зарекомендовал себя лучшим разведчиком дивизии. Только за 1944 год он был удостоен за боевые подвиги пяти правительственных наград — ордена Отечественной войны 2-й степени, дважды ордена Красной Звезды и орденов Славы 3-й и 2-й степени.
9 мая 1944 года ночью в составе группы захвата сержант Казуров переправился через реку Стрыпа, незаметно проник в расположение противника и пленил гитлеровца. Доставленный в штаб дивизии «язык» дал ценные сведения.
Приказом от 14 июня 1944 года сержант Казуров Владимир Сергеевич награждён орденом Славы 3-й степени.
14 июня 1944 года во главе группы в ночном поиске скрытно преодолел реку Стрыпа и труднопроходимые болота, первым проник в траншею противника, уничтожил расчет вражеского пулемета и взял «языка».
Приказом от 23 июля 1944 года сержант Казуров Владимир Сергеевич награждён орденом Славы 2-й степени.
В течение года, руководя разведывательными поисками и действуя, как правило, в группе захвата, Казуров взял двадцать шесть «языков». Вскоре его назначили командиром взвода.
4 декабря 1944 года, командуя подразделением, в ночном поиске близ населенного пункта Копанины захватил в плен гитлеровца, уничтожил пулемет и свыше 10 солдат. В ночь на 20 декабря 1944 года при проведении поиска в том же районе, не обнаружив противника в первой траншее, проник в глубину боевых порядков и внезапно атаковал врага. Захватил 2-х «языков», истребил несколько противников. За эти бои был представлен к награждению орденом Славы 1-й степени.
Вскоре ему было присвоено офицерское звание. Командуя подразделением, он продолжал участвовать в разведвыходах, был награждён орденом Отечественной войны 1-й степени.
Указом Президиума Верховного Совета СССР от 24 марта 1945 года за мужество, отвагу и героизм сержант Казуров Владимир Сергеевич награждён орденом Славы 1-й степени. Стал полным кавалером ордена Славы.
16 апреля 1945 года лейтенант Казуров погиб в бою. Похоронен в местечке Струмень на левом берегу реки Висла.
Награждён орденами Отечественной войны 1-й и 2-й степени, двумя орденами Красной Звезды, Славы 3-х степеней, медалями, в том числе «За отвагу».

## Память
- В городе Нижний Ломов Пензенской области на Аллее славы герою установлена памятная доска.

## Комментарии
1. ↑  Деревня Кувшиновка входила в Котельскую волость Керенского уезда, с 1928 года — в составе Нижнеломовского района. Упразднена решением Пензенского облисполкома от 11.3.1987[1].